# فهرست جایزه‌ها و نامزدی‌های آی‌یو
این فهرستی از جایزه‌ها و نامزدی‌های دریافت شده توسط خواننده-ترانه‌سرا و بازیگر کره‌ای آی‌یو است. آی‌یو برندهٔ جایزه آهنگ سال در سومین جوایز موسیقی ملون برای تک‌آهنگ «Good Day» شد. در همان سال، او برندهٔ جایزه‌های ضبط سال (دیجیتال) در بیستمین جوایز موسیقی سئول و بهترین اجرای وکال سولو در سیزدهمین جوایز موسیقی آسیایی ام‌نت شد. این تک‌آهنگ در مجموع هفت بار در برنامه‌های موسیقی برنده شد. دومین آلبوم او به نام Last Fantasy و تک‌آهنگ لید آن، «You and I» بود. این آلبوم یک موفقیت تجاری بود و در هفتهٔ اول انتشار، تقریباً هفت میلیون نسخه دیجیتال فروخت. تعداد کل فروش دیجیتال در هفتهٔ بعد، از مرز ده میلیون گذشت. این آلبوم بیش از ۱۱۷٬۰۰۰ جلد فروخت و تبدیل به پانزدهمین آلبوم پرفروش کره‌ای در سال ۲۰۱۱ شد. سال بعد، او برندهٔ جایزه ضبط سال (آلبوم) و بهترین آرتیست زن در چهاردهمین جوایز موسیقی آسیایی ام‌نت شد. او همچنین ده جایزه در برنامه‌های موسیقی برای تک‌آهنگ لید این آلبوم یعنی «You and I» برنده شد.
در سال ۲۰۱۷، آی‌یو در نهمین جوایز موسیقی ملون شش نامزدی به دست آورد و سه جایزه برنده شد که شامل جایزه آلبوم سال، ده آرتیست برتر و جایزه بهترین ترانه‌سرا بود. در هفتمین جوایز موسیقی جدول گائون، او هفت نامزدی به دست آورد و پنج جایزه از جمله ترانه‌سرای سال و تهیه‌کننده سال برای سومین آلبوم خود به نام Palette برنده شد. او همچنین برندهٔ بهترین آلبوم پاپ برای این آلبوم در پانزدهمین جوایز موسیقی کره‌ای شد. در جوایز گلدن دیسک ۲۰۱۸، او برندهٔ جایزه آهنگ سال برای «Through the Night» شد.

## جوایز و نامزدی‌ها
- ا
- ب
- پ
- ت
- ث
- ج
- چ
- ح
- خ
- د
- ذ
- ر
- ز
- ژ
- س
- ش
- ص
- ض
- ط
- ظ
- ع
- غ
- ف
- ق
- ک
- گ
- ل
- م
- ن
- و
- ه
- ی

| مراسم جوایز                        | سال  | دسته                                        | نامزد(ها) / اثر(ها)                                            | نتیجه    | منابع           |
| ---------------------------------- | ---- | ------------------------------------------- | -------------------------------------------------------------- | -------- | --------------- |
| جوایز موسیقی ای‌پی‌ای‌ان              | ۲۰۲۰ | Idol Champ Fan's Pick – سولو                | آی‌یو                                                           | برنده    | [ ۴ ]           |
| جوایز موسیقی ای‌پی‌ای‌ان              | ۲۰۲۰ | Idol Champ Global Pick – سولو               | آی‌یو                                                           | نامزدشده | [ ۴ ]           |
| جوایز موسیقی ای‌پی‌ای‌ان              | ۲۰۱۵ | جایزه بازیگر برتر زن در یک مینی‌سریال        | تهیه‌کنندگان                                                    | نامزدشده | [ ۵ ]           |
| جوایز موسیقی ای‌پی‌ای‌ان              | ۲۰۱۸ | جایزه بهترین بازیگر زن در یک مینی‌سریال      | آقای من                                                        | برنده    | [ ۶ ]           |
| جوایز موسیقی ای‌پی‌ای‌ان              | ۲۰۱۸ | جایزه کی-استار                              | آقای من                                                        | نامزدشده | [ ۷ ]           |
| جوایز آرتیست آسیا                  | ۲۰۱۸ | آرتیست سال – تلویزیون / فیلم                | آی‌یو                                                           | برنده    | [ ۸ ] [ ۹ ]     |
| جوایز آرتیست آسیا                  | ۲۰۱۸ | آرتیست هات آسیا – تلویزیون / فیلم           | آی‌یو                                                           | برنده    | [ ۸ ] [ ۹ ]     |
| جوایز آرتیست آسیا                  | ۲۰۱۸ | جایزه بهترین بازیگر                         | آی‌یو                                                           | برنده    | [ ۸ ] [ ۹ ]     |
| جوایز آرتیست آسیا                  | ۲۰۱۸ | جایزه محبوبیت، بازیگر زن                    | آی‌یو                                                           | برنده    | [ ۸ ] [ ۹ ]     |
| جوایز آرتیست آسیا                  | ۲۰۱۸ | جایزه محبوبیت، خواننده                      | آی‌یو                                                           | نامزدشده | [ ۸ ]           |
| جوایز آرتیست آسیا                  | ۲۰۲۱ | جایزه محبوبیت یو پلاس آیدل – خواننده        | آی‌یو                                                           | برنده    | [ ۱۰ ]          |
| جوایز آرتیست آسیا                  | ۲۰۲۱ | جایزه محبوبیت خواننده سولوی زن              | آی‌یو                                                           | نامزدشده | [ ۱۱ ]          |
| جوایز فستیوال مدل آسیا             | ۲۰۱۲ | جایزه آرتیست محبوب                          | آی‌یو                                                           | برنده    | [ ۱۲ ]          |
| جوایز موسیقی پاپ آسیایی            | ۲۰۲۰ | بهترین ترانه‌سرای خارجی                      | Love Poem                                                      | برنده    | [ ۱۴ ]          |
| جوایز موسیقی پاپ آسیایی            | ۲۰۲۰ | آهنگ سال برجسته                             | «Eight» (با همکاری شوگا)                                       | برنده    |                 |
| جوایز موسیقی پاپ آسیایی            | ۲۰۲۰ | بهترین خواننده زن (خارجی)                   | Love Poem                                                      | نامزدشده | [ ۱۵ ]          |
| جوایز موسیقی پاپ آسیایی            | ۲۰۲۰ | بهترین تهیه‌کننده (خارجی)                    | Love Poem                                                      | نامزدشده | [ ۱۵ ]          |
| جوایز هنری بکسانگ                  | ۲۰۱۱ | محبوب‌ترین بازیگر زن (تلویزیون)              | رؤیای بلند                                                     | نامزدشده | [ ۱۶ ] [ ۱۷ ]   |
| جوایز هنری بکسانگ                  | ۲۰۱۴ | محبوب‌ترین بازیگر زن (تلویزیون)              | تو بهترینی                                                     | نامزدشده | [ ۱۸ ]          |
| جوایز هنری بکسانگ                  | ۲۰۱۷ | محبوب‌ترین بازیگر زن (تلویزیون)              | عاشقان ماه                                                     | نامزدشده |                 |
| جوایز هنری بکسانگ                  | ۲۰۱۹ | جایزه محبوبیت وی لایو (آرتیست زن)           | آقای من                                                        | برنده    | [ ۱۹ ]          |
| جوایز هنری بکسانگ                  | ۲۰۱۹ | بهترین بازیگر نقش اول زن (تلویزیون)         | آقای من                                                        | نامزدشده | [ ۲۰ ]          |
| جوایز هنری بکسانگ                  | ۲۰۲۰ | بهترین بازیگر نقش اول زن (تلویزیون)         | هتل دل لونا                                                    | نامزدشده | [ ۲۱ ]          |
| جوایز هنری بکسانگ                  | ۲۰۲۰ | جایزه محبوبیت تیک‌تاک (آرتیست زن)            | هتل دل لونا                                                    | نامزدشده |                 |
| جوایز وفاداری مشتری با برند        | ۲۰۲۱ | بهترین وکالیست زن                           | آی‌یو                                                           | برنده    | [ ۲۲ ]          |
| جوایز وفاداری مشتری با برند        | ۲۰۲۲ | بهترین خواننده ترانه‌سرا                     | آی‌یو                                                           | برنده    | [ ۲۳ ]          |
| جوایز برند سال                     | ۲۰۲۱ | مدل سی‌اف زن                                 | آی‌یو                                                           | برنده    | [ ۲۴ ]          |
| جوایز برند سال                     | ۲۰۲۱ | آرتیست سولوی زن                             | آی‌یو                                                           | برنده    | [ ۲۴ ]          |
| جوایز برک‌تودو                      | ۲۰۱۸ | جایزه آرتیست زن کی-پاپ                      | آی‌یو                                                           | نامزدشده | [ ۲۵ ]          |
| جوایز برک‌تودو                      | ۲۰۱۹ | آرتیست سولدی کی-پام                         | آی‌یو                                                           | نامزدشده | [ ۲۶ ]          |
| جوایز برک‌تودو                      | ۲۰۲۰ | جایزه آرتیست جهانی                          | آی‌یو                                                           | برنده    | [ ۲۷ ]          |
| جوایز برک‌تودو                      | ۲۰۲۱ | جایزه آرتیست جهانی                          | آی‌یو                                                           | برنده    | [ ۲۸ ]          |
| جوایز موسیقی باگز                  | ۲۰۲۰ | بیستمین سالگرد – دوست داشته شده‌ترین موسیقی  | «Through the Night»                                            | برنده    | [ ۲۹ ]          |
| جوایز موسیقی باگز                  | ۲۰۲۰ | بیستمین سالگرد – دوست داشته شده‌ترین آرتیست  | آی‌یو                                                           | برنده    | [ ۳۰ ]          |
| جوایز موسیقی دیجیتال سای‌ورلد       | ۲۰۱۰ | آهنگ ماه – ژوئن                             | «Nagging» (با همکاری ایم سولونگ)                               | برنده    | [ ۳۱ ]          |
| جوایز موسیقی دیجیتال سای‌ورلد       | ۲۰۱۰ | آهنگ ماه – دسامبر                           | «Good Day»                                                     | برنده    | [ ۳۲ ]          |
| جوایز موسیقی دیجیتال سای‌ورلد       | ۲۰۱۱ | آرتیست سال                                  | آی‌یو                                                           | برنده    | [ ۳۳ ]          |
| جوایز موسیقی دیجیتال سای‌ورلد       | ۲۰۱۱ | Best Top Seller Artist                      | آی‌یو                                                           | برنده    | [ ۳۳ ]          |
| جوایز موسیقی دیجیتال سای‌ورلد       | ۲۰۱۱ | آهنگ ماه – دسامبر                           | «You & I»                                                      | برنده    | [ ۳۳ ]          |
| جوایز موسیقی دیجیتال سای‌ورلد       | ۲۰۱۲ | آهنگ ماه – مه                               | «Peach»                                                        | برنده    | [ ۳۴ ]          |
| جوایز موسیقی جدول گائون            | ۲۰۱۲ | آهنگ سال – فوریه                            | «Only I Didn't Know»                                           | برنده    | [ ۳۵ ]          |
| جوایز موسیقی جدول گائون            | ۲۰۱۲ | آهنگ سال – دسامبر                           | «You & I»                                                      | برنده    | [ ۳۵ ]          |
| جوایز موسیقی جدول گائون            | ۲۰۱۴ | آهنگ سال – اکتبر                            | «The Red Shoes»                                                | برنده    | [ ۳۶ ]          |
| جوایز موسیقی جدول گائون            | ۲۰۱۵ | آهنگ سال – آوریل                            | «Not Spring, Love, or Cherry Blossoms» (های‌فور با همکاری آی‌یو) | نامزدشده |                 |
| جوایز موسیقی جدول گائون            | ۲۰۱۵ | آهنگ سال – مه                               | «My Old Story»                                                 | نامزدشده |                 |
| جوایز موسیقی جدول گائون            | ۲۰۱۶ | آهنگ سال – ژوئن                             | «Heart»                                                        | نامزدشده |                 |
| جوایز موسیقی جدول گائون            | ۲۰۱۶ | آهنگ سال – اکتبر                            | «Twenty-three»                                                 | نامزدشده |                 |
| جوایز موسیقی جدول گائون            | ۲۰۱۸ | ترانه‌سرای سال                               | آی‌یو                                                           | برنده    | [ ۳۷ ]          |
| جوایز موسیقی جدول گائون            | ۲۰۱۸ | Music Steady Seller of the Year             | «Through the Night»                                            | برنده    | [ ۳۷ ]          |
| جوایز موسیقی جدول گائون            | ۲۰۱۸ | آهنگ سال – مارس                             | «Through the Night»                                            | برنده    | [ ۳۷ ]          |
| جوایز موسیقی جدول گائون            | ۲۰۱۸ | آهنگ سال – آوریل                            | «Palette» (با همکاری جی دراگون)                                | برنده    | [ ۳۷ ]          |
| جوایز موسیقی جدول گائون            | ۲۰۱۸ | آهنگ سال – آوریل                            | «Can't Love You Anymore» (به همراه اوه هیوک)                   | نامزدشده | [ ۳۸ ]          |
| جوایز موسیقی جدول گائون            | ۲۰۱۸ | آهنگ سال – سپتامبر                          | «Autumn Morning»                                               | نامزدشده | [ ۳۸ ]          |
| جوایز موسیقی جدول گائون            | ۲۰۱۹ | آهنگ سال – اکتبر                            | «Bbibbi»                                                       | برنده    | [ ۳۹ ]          |
| جوایز موسیقی جدول گائون            | ۲۰۲۰ | آهنگ سال – نوامبر                           | «Love Poem»                                                    | برنده    | [ ۴۰ ]          |
| جوایز موسیقی جدول گائون            | ۲۰۲۰ | آهنگ سال – نوامبر                           | «Blueming»                                                     | نامزدشده | [ ۴۱ ]          |
| جوایز موسیقی جدول گائون            | ۲۰۲۱ | آهنگ سال – مه                               | "Eight" با تهیه‌کنندگی و همکاری شوگا                            | برنده    | [ ۴۲ ]          |
| جوایز موسیقی جدول گائون            | ۲۰۲۱ | Music Steady Seller of the Year             | «Blueming»                                                     | برنده    | [ ۴۲ ]          |
| جوایز موسیقی جدول گائون            | ۲۰۲۱ | ترانه‌سرای سال                               | آی‌یو                                                           | برنده    | [ ۴۲ ]          |
| جوایز موسیقی جدول گائون            | ۲۰۲۲ | آهنگ سال – ژانویه                           | «Celebrity»                                                    | برنده    | [ ۴۳ ]          |
| جوایز موسیقی جدول گائون            | ۲۰۲۲ | آهنگ سال – مارس                             | «Lilac»                                                        | برنده    | [ ۴۳ ]          |
| جوایز موسیقی جدول گائون            | ۲۰۲۲ | آهنگ سال – اکتبر                            | "Strawberry Moon"                                              | برنده    | [ ۴۳ ]          |
| جوایز موسیقی جدول گائون            | ۲۰۲۲ | آهنگ سال – مارس                             | «Coin»                                                         | نامزدشده | [ ۴۴ ]          |
| جوایز موسیقی جدول گائون            | ۲۰۲۲ | آهنگ سال – مارس                             | «Hi Spring Bye»                                                | نامزدشده | [ ۴۴ ]          |
| جوایز موسیقی جدول گائون            | ۲۰۲۲ | Mubeat Global Choice – Female               | آی‌یو                                                           | نامزدشده | [ ۴۵ ]          |
| جوایز موسیقی جینی                  | ۲۰۱۹ | آرتیست سولوی زن                             | آی‌یو                                                           | نامزدشده | [ ۴۶ ]          |
| جوایز موسیقی جینی                  | ۲۰۱۹ | جایزه محبوبیت جینی میوزیک                   | آی‌یو                                                           | نامزدشده | [ ۴۶ ]          |
| جوایز موسیقی جینی                  | ۲۰۱۹ | جایزه محبوبیت جهانی                         | آی‌یو                                                           | نامزدشده | [ ۴۶ ]          |
| جوایز موسیقی جینی                  | ۲۰۱۹ | بهترین آرتیست                               | آی‌یو                                                           | نامزدشده | [ ۴۶ ]          |
| جوایز گلدن دیسک                    | ۲۰۱۰ | دیجیتال بونسانگ                             | «Nagging» (با همکاری ایم سولونگ)                               | برنده    | [ ۴۷ ]          |
| جوایز گلدن دیسک                    | ۲۰۱۰ | دیجیتال دسانگ                               | «Nagging» (با همکاری ایم سولونگ)                               | نامزدشده |                 |
| جوایز گلدن دیسک                    | ۲۰۱۰ | جایزه محبوبیت                               | آی‌یو                                                           | نامزدشده |                 |
| جوایز گلدن دیسک                    | ۲۰۱۲ | دیجیتال دسانگ                               | «Only I Didn't Know»                                           | نامزدشده |                 |
| جوایز گلدن دیسک                    | ۲۰۱۲ | جایزه محبوبیت                               | آی‌یو                                                           | نامزدشده |                 |
| جوایز گلدن دیسک                    | ۲۰۱۳ | دیجیتال دسانگ                               | «Every End of the Day»                                         | نامزدشده |                 |
| جوایز گلدن دیسک                    | ۲۰۱۳ | جایزه محبوبیت                               | آی‌یو                                                           | نامزدشده |                 |
| جوایز گلدن دیسک                    | ۲۰۱۴ | دیجیتال دسانگ                               | «The Red Shoes»                                                | نامزدشده | [ ۴۸ ]          |
| جوایز گلدن دیسک                    | ۲۰۱۴ | دیسک دسانگ                                  | Modern Times                                                   | نامزدشده | [ ۴۸ ]          |
| جوایز گلدن دیسک                    | ۲۰۱۴ | جایزه محبوبیت                               | آی‌یو                                                           | نامزدشده | [ ۴۸ ]          |
| جوایز گلدن دیسک                    | ۲۰۱۵ | دیجیتال دسانگ                               | "Not Spring, Love, or Cherry Blossoms" (های‌فور با همکاری آی‌یو) | نامزدشده | [ ۴۹ ]          |
| جوایز گلدن دیسک                    | ۲۰۱۵ | دیجیتال دسانگ                               | «My Old Story»                                                 | نامزدشده | [ ۴۹ ]          |
| جوایز گلدن دیسک                    | ۲۰۱۵ | جایزه محبوبیت                               | آی‌یو                                                           | نامزدشده | [ ۴۹ ]          |
| جوایز گلدن دیسک                    | ۲۰۱۸ | دیجیتال بونسانگ                             | «Through the Night»                                            | برنده    | [ ۵۰ ] [ ۵۱ ]   |
| جوایز گلدن دیسک                    | ۲۰۱۸ | دیجیتال دسانگ                               | «Through the Night»                                            | برنده    | [ ۵۰ ] [ ۵۱ ]   |
| جوایز گلدن دیسک                    | ۲۰۱۸ | دیسک دسانگ                                  | Palette                                                        | نامزدشده |                 |
| جوایز گلدن دیسک                    | ۲۰۱۸ | جایزه محبوبیت جهانی                         | آی‌یو                                                           | نامزدشده |                 |
| جوایز گلدن دیسک                    | ۲۰۱۹ | دیجیتال دسانگ                               | «Bbibbi»                                                       | نامزدشده | [ ۵۲ ]          |
| جوایز گلدن دیسک                    | ۲۰۱۹ | محبوب‌ترین ستاره کی-پاپ نت‌ایز                | آی‌یو                                                           | نامزدشده | [ ۵۲ ]          |
| جوایز گلدن دیسک                    | ۲۰۱۹ | جایزه محبوبیت                               | آی‌یو                                                           | نامزدشده | [ ۵۲ ]          |
| جوایز گلدن دیسک                    | ۲۰۲۱ | دیجیتال بونسانگ                             | «Blueming»                                                     | برنده    | [ ۵۳ ] [ ۵۴ ]   |
| جوایز گلدن دیسک                    | ۲۰۲۱ | دیجیتال دسانگ                               | «Blueming»                                                     | برنده    | [ ۵۳ ] [ ۵۴ ]   |
| جوایز گلدن دیسک                    | ۲۰۲۱ | جایزه محبوبیت کوراپراکس                     | آی‌یو                                                           | نامزدشده | [ ۵۵ ]          |
| جوایز گلدن دیسک                    | ۲۰۲۱ | جایزه محبوبیت کیوکیو میوزیک                 | آی‌یو                                                           | نامزدشده | [ ۵۶ ]          |
| جوایز گلدن دیسک                    | ۲۰۲۲ | آلبوم بونسانگ                               | Lilac                                                          | برنده    | [ ۵۷ ]          |
| جوایز گلدن دیسک                    | ۲۰۲۲ | دیجیتال بونسانگ                             | «Celebrity»                                                    | برنده    | [ ۵۷ ]          |
| جوایز گلدن دیسک                    | ۲۰۲۲ | دیجیتال دسانگ                               | «Celebrity»                                                    | برنده    | [ ۵۷ ]          |
| جوایز گلدن دیسک                    | ۲۰۲۲ | Seezn Most Popular Artist Award             | آی‌یو                                                           | نامزدشده | [ ۵۸ ]          |
| جایزه گلد دیسک ژاپن                | ۲۰۱۳ | Best 3 New Artists (Asia)                   | آی‌یو                                                           | برنده    | [ ۵۹ ]          |
| جوایز موسیقی اندونزی جوکس          | ۲۰۲۱ | آرتیست سال کره‌ای                            | آی‌یو                                                           | نامزدشده | [ ۶۰ ]          |
| جوایز موسیقی تاپ هنگ کنگ جوکس      | ۲۰۲۰ | ۲۰ ترانه کی-پاپ برتر                        | «Eight» (با همکاری شوگا)                                       | برنده    |                 |
| جوایز درامای کی‌بی‌اس                | ۲۰۱۱ | جایزه بهترین زوج                            | آی‌یو (به همراه جانگ وویونگ) رؤیای بلند                         | نامزدشده |                 |
| جوایز درامای کی‌بی‌اس                | ۲۰۱۱ | بهترین بازیگر تازه‌کار زن                    | رؤیای بلند                                                     | نامزدشده |                 |
| جوایز درامای کی‌بی‌اس                | ۲۰۱۳ | جایزه بهترین زوج                            | آی‌یو (به همراه جو جونگ-سوک) تو بهترینی                         | برنده    | [ ۶۱ ]          |
| جوایز درامای کی‌بی‌اس                | ۲۰۱۳ | بهترین بازیگر تازه‌کار زن                    | تو بهترینی, پسر زیبا                                           | برنده    | [ ۶۱ ]          |
| جوایز درامای کی‌بی‌اس                | ۲۰۱۳ | جایزه بهترین زوج                            | آی‌یو (به همراه جانگ گیون سوک) پسر زیبا                         | نامزدشده | [ ۶۲ ]          |
| جوایز درامای کی‌بی‌اس                | ۲۰۱۳ | جایزه بازیگر برتر زن در یک سریال درام       | تو بهترینی، پسر زیبا                                           | نامزدشده | [ ۶۲ ]          |
| جوایز درامای کی‌بی‌اس                | ۲۰۱۵ | جایزه بهترین زوج                            | آی‌یو (به همراه کیم سو هیون) تهیه‌کنندگان                        | نامزدشده |                 |
| جوایز درامای کی‌بی‌اس                | ۲۰۱۵ | جایزه محبوبیت، بازیگر زن                    | تهیه‌کنندگان                                                    | نامزدشده |                 |
| جوایز کی‌بی‌اس ورلد                  | ۲۰۱۸ | بهترین سولو                                 | آی‌یو                                                           | برنده    | [ ۶۳ ]          |
| جوایز انجمن تبلیغات کره            | ۲۰۱۱ | جایزه گود مدل                               | آی‌یو                                                           | برنده    | [ ۶۴ ]          |
| جوایز انجمن تبلیغات کره            | ۲۰۲۱ | Advertisers' Choice-Great Model Award       | آی‌یو                                                           | برنده    | [ ۶۵ ]          |
| جوایز درامای کره                   | ۲۰۱۵ | جایزه بازیگر برتر زن                        | تهیه‌کنندگان                                                    | نامزدشده | [ ۶۶ ]          |
| جوایز اولین برند کره               | ۲۰۱۹ | بهترین بازیگر زن                            | آی‌یو                                                           | برنده    | [ ۶۷ ]          |
| جوایز اولین برند کره               | ۲۰۲۰ | بهترین مدل سی‌اف زن سال                      | آی‌یو                                                           | برنده    |                 |
| جوایز پی‌دی کره                     | ۲۰۱۲ | جایزه خواننده                               | آی‌یو                                                           | برنده    | [ ۶۸ ]          |
| فستیوال هنرهای تجسمی کره           | ۲۰۱۰ | جایزه فتوژنیک                               | آی‌یو                                                           | برنده    | [ ۶۹ ]          |
| جوایز سرگرمی کره‌ای در ژاپن         | ۲۰۱۳ | بهترین خواننده سولوی زن                     | آی‌یو                                                           | برنده    | [ ۷۰ ]          |
| جوایز موسیقی کره‌ای                 | ۲۰۱۲ | موسیقی‌دان زن سال بر اساس رای نتیزن‌ها        | آی‌یو                                                           | برنده    | [ ۷۱ ]          |
| جوایز موسیقی کره‌ای                 | ۲۰۱۲ | بهترین آهنگ پاپ کره‌ای                       | «Good Day»                                                     | برنده    | [ ۷۱ ]          |
| جوایز موسیقی کره‌ای                 | ۲۰۱۲ | آهنگ سال                                    | «Good Day»                                                     | برنده    | [ ۷۱ ]          |
| جوایز موسیقی کره‌ای                 | ۲۰۱۶ | Netizens' Choice: Female Artist             | آی‌یو                                                           | برنده    | [ ۷۲ ]          |
| جوایز موسیقی کره‌ای                 | ۲۰۱۶ | بهترین آلبوم پاپ                            | Chat-Shire                                                     | نامزدشده | [ ۷۲ ]          |
| جوایز موسیقی کره‌ای                 | ۲۰۱۶ | بهترین آهنگ پاپ                             | «Twenty-Three»                                                 | نامزدشده | [ ۷۲ ]          |
| جوایز موسیقی کره‌ای                 | ۲۰۱۸ | بهترین آلبوم پاپ                            | Palette                                                        | برنده    | [ ۷۳ ]          |
| جوایز موسیقی کره‌ای                 | ۲۰۱۸ | آلبوم سال                                   | Palette                                                        | نامزدشده | [ ۷۴ ] [ ۷۳ ]   |
| جوایز موسیقی کره‌ای                 | ۲۰۱۸ | بهترین آهنگ پاپ                             | «Through the Night»                                            | نامزدشده | [ ۷۴ ] [ ۷۳ ]   |
| جوایز موسیقی کره‌ای                 | ۲۰۱۸ | موسیقی‌دان سال                               | آی‌یو                                                           | نامزدشده | [ ۷۴ ] [ ۷۳ ]   |
| جوایز موسیقی کره‌ای                 | ۲۰۱۸ | آهنگ سال                                    | «Through the Night»                                            | نامزدشده | [ ۷۴ ] [ ۷۳ ]   |
| جوایز موسیقی کره‌ای                 | ۲۰۲۲ | بهترین آلبوم پاپ                            | Lilac                                                          | برنده    | [ ۷۵ ]          |
| جوایز موسیقی کره‌ای                 | ۲۰۲۲ | آلبوم سال                                   | Lilac                                                          | نامزدشده | [ ۷۶ ]          |
| جوایز موسیقی کره‌ای                 | ۲۰۲۲ | موسیقی‌دان سال                               | آی‌یو                                                           | نامزدشده | [ ۷۷ ]          |
| جوایز موسیقی کره‌ای                 | ۲۰۲۲ | بهترین آهنگ پاپ                             | «Lilac»                                                        | نامزدشده | [ ۷۸ ]          |
| جوایز موسیقی ملون                  | ۲۰۱۰ | ۱۰ آرتیست برتر                              | آی‌یو                                                           | برنده    | [ ۷۹ ]          |
| جوایز موسیقی ملون                  | ۲۰۱۰ | آهنگ سال                                    | آی‌یو                                                           | نامزدشده | [ ۷۹ ]          |
| جوایز موسیقی ملون                  | ۲۰۱۰ | آهنگ سال                                    | «Nagging» (با همکاری ایم سولونگ)                               | نامزدشده | [ ۷۹ ]          |
| جوایز موسیقی ملون                  | ۲۰۱۱ | آهنگ سال                                    | «Good Day»                                                     | برنده    | [ ۸۰ ]          |
| جوایز موسیقی ملون                  | ۲۰۱۱ | ۱۰ آرتیست برتر                              | آی‌یو                                                           | برنده    | [ ۸۰ ]          |
| جوایز موسیقی ملون                  | ۲۰۱۱ | آلبوم سال                                   | Real                                                           | نامزدشده | [ ۸۰ ]          |
| جوایز موسیقی ملون                  | ۲۰۱۱ | آرتیست سال                                  | آی‌یو                                                           | نامزدشده | [ ۸۰ ]          |
| جوایز موسیقی ملون                  | ۲۰۱۲ | ۱۰ آرتیست برتر                              | آی‌یو                                                           | برنده    | [ ۸۱ ]          |
| جوایز موسیقی ملون                  | ۲۰۱۲ | آلبوم سال                                   | Last Fantasy                                                   | نامزدشده | [ ۸۱ ]          |
| جوایز موسیقی ملون                  | ۲۰۱۲ | آرتیست سال                                  | آی‌یو                                                           | نامزدشده | [ ۸۱ ]          |
| جوایز موسیقی ملون                  | ۲۰۱۲ | جایزه محبوبیت نتیزن                         | آی‌یو                                                           | نامزدشده | [ ۸۱ ]          |
| جوایز موسیقی ملون                  | ۲۰۱۲ | آهنگ سال                                    | «You & I»                                                      | نامزدشده | [ ۸۱ ]          |
| جوایز موسیقی ملون                  | ۲۰۱۳ | ۱۰ آرتیست برتر                              | آی‌یو                                                           | برنده    | [ ۸۲ ]          |
| جوایز موسیقی ملون                  | ۲۰۱۳ | آلبوم سال                                   | Modern Times                                                   | نامزدشده | [ ۸۲ ]          |
| جوایز موسیقی ملون                  | ۲۰۱۳ | آرتیست سال                                  | آی‌یو                                                           | نامزدشده | [ ۸۲ ]          |
| جوایز موسیقی ملون                  | ۲۰۱۳ | آهنگ سال                                    | «The Red Shoes»                                                | نامزدشده | [ ۸۲ ]          |
| جوایز موسیقی ملون                  | ۲۰۱۴ | آرتیست سال                                  | آی‌یو                                                           | برنده    | [ ۸۳ ]          |
| جوایز موسیقی ملون                  | ۲۰۱۴ | ۱۰ آرتیست برتر                              | آی‌یو                                                           | برنده    | [ ۸۴ ]          |
| جوایز موسیقی ملون                  | ۲۰۱۴ | آلبوم سال                                   | A Flower Bookmark                                              | نامزدشده |                 |
| جوایز موسیقی ملون                  | ۲۰۱۴ | جایزه بهترین بالاد                          | «Friday» (با همکاری جانگ یی جونگ)                              | نامزدشده |                 |
| جوایز موسیقی ملون                  | ۲۰۱۴ | جایزه بهترین بالاد                          | «Not Spring, Love, or Cherry Blossoms» (های‌فور با همکاری آی‌یو) | نامزدشده |                 |
| جوایز موسیقی ملون                  | ۲۰۱۴ | جایزه هات ترند                              | «Not Spring, Love, or Cherry Blossoms» (های‌فور با همکاری آی‌یو) | نامزدشده |                 |
| جوایز موسیقی ملون                  | ۲۰۱۴ | آهنگ سال                                    | «Friday» (با همکاری جانگ یی جونگ)                              | نامزدشده |                 |
| جوایز موسیقی ملون                  | ۲۰۱۴ | آهنگ سال                                    | «Not Spring, Love, or Cherry Blossoms» (های‌فور با همکاری آی‌یو) | نامزدشده |                 |
| جوایز موسیقی ملون                  | ۲۰۱۵ | آهنگ سال                                    | «Heart»                                                        | نامزدشده | [ ۸۵ ]          |
| جوایز موسیقی ملون                  | ۲۰۱۷ | آلبوم سال                                   | Palette                                                        | برنده    | [ ۸۶ ] [ ۸۷ ]   |
| جوایز موسیقی ملون                  | ۲۰۱۷ | بهترین ترانه‌سرا                             | آی‌یو                                                           | برنده    | [ ۸۶ ] [ ۸۷ ]   |
| جوایز موسیقی ملون                  | ۲۰۱۷ | ۱۰ آرتیست برتر                              | آی‌یو                                                           | برنده    | [ ۸۶ ] [ ۸۷ ]   |
| جوایز موسیقی ملون                  | ۲۰۱۷ | آرتیست سال                                  | آی‌یو                                                           | نامزدشده |                 |
| جوایز موسیقی ملون                  | ۲۰۱۷ | جایزه هات استار کاکائو                      | آی‌یو                                                           | نامزدشده |                 |
| جوایز موسیقی ملون                  | ۲۰۱۷ | آهنگ سال                                    | «Through the Night»                                            | نامزدشده |                 |
| جوایز موسیقی ملون                  | ۱۰۱۸ | جایزه بهترین آراندبی/سول                    | «Bbibbi»                                                       | برنده    | [ ۸۸ ]          |
| جوایز موسیقی ملون                  | ۲۰۲۰ | بهترین آهنگ راک                             | «Eight» (به همراه شوگا)                                        | برنده    | [ ۸۹ ]          |
| جوایز موسیقی ملون                  | ۲۰۲۰ | ۱۰ آرتیست برتر                              | آی‌یو                                                           | برنده    | [ ۹۰ ]          |
| جوایز موسیقی ملون                  | ۲۰۲۰ | آرتیست سال                                  | آی‌یو                                                           | نامزدشده |                 |
| جوایز موسیقی ملون                  | ۲۰۲۰ | بهترین بالاد                                | «First Winter»                                                 | نامزدشده |                 |
| جوایز موسیقی ملون                  | ۲۰۲۰ | بهترین اواس‌تی                               | «Give You My Heart»                                            | نامزدشده |                 |
| جوایز موسیقی ملون                  | ۲۰۲۰ | جایزه محبوبیت نتیزن                         | آی‌یو                                                           | نامزدشده |                 |
| جوایز موسیقی ملون                  | ۲۰۲۰ | آهنگ سال                                    | «Eight» (به همراه شوگا)                                        | نامزدشده |                 |
| جوایز موسیقی ملون                  | ۲۰۲۱ | بهترین آرتیست زن                            | آی‌یو                                                           | برنده    | [ ۹۱ ]          |
| جوایز موسیقی ملون                  | ۲۰۲۱ | ۱۰ آرتیست برتر                              | آی‌یو                                                           | برنده    | [ ۹۱ ]          |
| جوایز موسیقی ملون                  | ۲۰۲۱ | جایزه بهترین ترانه‌سرا                       | آی‌یو                                                           | برنده    | [ ۹۱ ]          |
| جوایز موسیقی ملون                  | ۲۰۲۱ | آرتیست سال                                  | آی‌یو                                                           | برنده    | [ ۹۱ ]          |
| جوایز موسیقی ملون                  | ۲۰۲۱ | آلبوم سال                                   | Lilac                                                          | برنده    | [ ۹۱ ]          |
| جوایز موسیقی ملون                  | ۲۰۲۱ | جایزه محبوبیت نتیزن                         | آی‌یو                                                           | نامزدشده | [ ۹۲ ]          |
| جوایز موسیقی ملون                  | ۲۰۲۱ | آهنگ سال                                    | «Celebrity»                                                    | نامزدشده | [ ۹۲ ]          |
| جایزه وزارت گردشگری، ورزش و فرهنگ  | ۲۰۰۸ | بهترین ضبط تازه‌کار از نوامبر                | Lost and Found                                                 | برنده    | [ ۹۳ ]          |
| جایزه وزارت گردشگری، ورزش و فرهنگ  | ۲۰۰۸ | بهترین آلبوم تازه‌وارد ماه                   | Lost and Found                                                 | برنده    | [ ۹۳ ]          |
| جوایز برگزیده ۲۰ ام‌نت              | ۲۰۱۱ | هات سی‌اف استار                              | آی‌یو                                                           | برنده    | [ ۹۴ ]          |
| جوایز موسیقی آسیایی ام‌نت           | ۲۰۱۰ | بهترین همکاری                               | «Nagging» (با همکاری ایم سولونگ)                               | نامزدشده | [ ۹۵ ]          |
| جوایز موسیقی آسیایی ام‌نت           | ۲۰۱۰ | بهترین همکاری                               | «It's You» (سونگ شی-کیونگ با همکاری آی‌یو)                      | نامزدشده | [ ۹۵ ]          |
| جوایز موسیقی آسیایی ام‌نت           | ۲۰۱۱ | آرتیست سال                                  | آی‌یو                                                           | نامزدشده | [ ۹۶ ]          |
| جوایز موسیقی آسیایی ام‌نت           | ۲۰۱۱ | بهترین آرتیست زن                            | آی‌یو                                                           | نامزدشده | [ ۹۶ ]          |
| جوایز موسیقی آسیایی ام‌نت           | ۲۰۱۱ | بهترین اجرای وکال – سولو                    | «Good Day»                                                     | برنده    | [ ۹۶ ]          |
| جوایز موسیقی آسیایی ام‌نت           | ۲۰۱۱ | آهنگ سال                                    | «Good Day»                                                     | نامزدشده | [ ۹۶ ]          |
| جوایز موسیقی آسیایی ام‌نت           | ۲۰۱۱ | بهترین اواس‌تی                               | «Someday» (اواس‌تی رؤیای بلند)                                  | نامزدشده | [ ۹۶ ]          |
| جوایز موسیقی آسیایی ام‌نت           |      | بهترین آرتیست زن                            |                                                                | برنده    | [ ۹۷ ]          |
| جوایز موسیقی آسیایی ام‌نت           | ۲۰۱۲ | آرتیست سال                                  | آی‌یو                                                           | نامزدشده | [ ۹۸ ] [ ۹۹ ]   |
| جوایز موسیقی آسیایی ام‌نت           | ۲۰۱۲ | آهنگ سال                                    | «You & I»                                                      | نامزدشده | [ ۹۸ ] [ ۹۹ ]   |
| جوایز موسیقی آسیایی ام‌نت           | ۲۰۱۲ | بهترین اجرای وکال – سولو                    | «You & I»                                                      | نامزدشده | [ ۹۸ ] [ ۹۹ ]   |
| جوایز موسیقی آسیایی ام‌نت           | ۲۰۱۳ | آلبوم سال                                   | آی‌یو                                                           | نامزدشده | [ ۱۰۰ ] [ ۱۰۱ ] |
| جوایز موسیقی آسیایی ام‌نت           | ۲۰۱۳ | بهترین آرتیست زن                            | آی‌یو                                                           | نامزدشده | [ ۱۰۰ ] [ ۱۰۱ ] |
| جوایز موسیقی آسیایی ام‌نت           | ۲۰۱۳ | آهنگ سال                                    | «The Red Shoes»                                                | نامزدشده | [ ۱۰۰ ] [ ۱۰۱ ] |
| جوایز موسیقی آسیایی ام‌نت           | ۲۰۱۳ | بهترین اجرای وکال – زن                      | «The Red Shoes»                                                | نامزدشده | [ ۱۰۰ ] [ ۱۰۱ ] |
| جوایز موسیقی آسیایی ام‌نت           | ۲۰۱۴ | آرتیست سال                                  | آی‌یو                                                           | نامزدشده | [ ۱۰۲ ] [ ۱۰۳ ] |
| جوایز موسیقی آسیایی ام‌نت           | ۲۰۱۴ | بهترین آرتیست زن                            | آی‌یو                                                           | برنده    | [ ۱۰۲ ] [ ۱۰۳ ] |
| جوایز موسیقی آسیایی ام‌نت           | ۲۰۱۴ | محبوب‌ترین وکالیست                           | آی‌یو                                                           | برنده    | [ ۱۰۲ ] [ ۱۰۳ ] |
| جوایز موسیقی آسیایی ام‌نت           | ۲۰۱۴ | آهنگ سال                                    | «Friday» (با همکاری جانگ یی جونگ)                              | نامزدشده | [ ۱۰۲ ] [ ۱۰۳ ] |
| جوایز موسیقی آسیایی ام‌نت           | ۲۰۱۴ | بهترین اجرای وکال – زن                      | «Friday» (با همکاری جانگ یی جونگ)                              | نامزدشده | [ ۱۰۲ ] [ ۱۰۳ ] |
| جوایز موسیقی آسیایی ام‌نت           | ۲۰۱۵ | آرتیست سال                                  | آی‌یو                                                           | نامزدشده | [ ۱۰۴ ] [ ۱۰۵ ] |
| جوایز موسیقی آسیایی ام‌نت           | ۲۰۱۵ | بهترین آرتیست زن                            | آی‌یو                                                           | نامزدشده | [ ۱۰۴ ] [ ۱۰۵ ] |
| جوایز موسیقی آسیایی ام‌نت           | ۲۰۱۷ | بهترین آرتیست زن                            | آی‌یو                                                           | برنده    | [ ۱۰۶ ]         |
| جوایز موسیقی آسیایی ام‌نت           | ۲۰۱۷ | آرتیست سال                                  | آی‌یو                                                           | نامزدشده | [ ۱۰۷ ] [ ۱۰۸ ] |
| جوایز موسیقی آسیایی ام‌نت           | ۲۰۱۷ | بهترین اجرای وکال – زن                      | «Through the Night»                                            | نامزدشده | [ ۱۰۷ ] [ ۱۰۸ ] |
| جوایز موسیقی آسیایی ام‌نت           | ۲۰۱۷ | آهنگ سال                                    | «Through the Night»                                            | نامزدشده | [ ۱۰۷ ] [ ۱۰۸ ] |
| جوایز موسیقی آسیایی ام‌نت           | ۲۰۱۷ | آهنگ سال                                    | «Can't Love You Anymore» (به همراه اوه هیوک)                   | نامزدشده | [ ۱۰۷ ] [ ۱۰۸ ] |
| جوایز موسیقی آسیایی ام‌نت           | ۲۰۱۷ | بهترین همکاری                               | «Can't Love You Anymore» (به همراه اوه هیوک)                   | نامزدشده | [ ۱۰۷ ] [ ۱۰۸ ] |
| جوایز موسیقی آسیایی ام‌نت           | ۲۰۱۸ | آرتیست سال                                  | آی‌یو                                                           | نامزدشده | [ ۱۰۹ ]         |
| جوایز موسیقی آسیایی ام‌نت           | ۲۰۱۸ | بهترین آرتیست زن                            | آی‌یو                                                           | نامزدشده | [ ۱۰۹ ]         |
| جوایز موسیقی آسیایی ام‌نت           | ۲۰۲۰ | بهترین آرتیست زن                            | آی‌یو                                                           | برنده    | [ ۱۱۰ ]         |
| جوایز موسیقی آسیایی ام‌نت           | ۲۰۲۰ | آرتیست سال                                  | آی‌یو                                                           | نامزدشده | [ ۱۱۰ ]         |
| جوایز موسیقی آسیایی ام‌نت           | ۲۰۲۰ | Worldwide Fans' Choice Top 10               | آی‌یو                                                           | نامزدشده | [ ۱۱۰ ]         |
| جوایز موسیقی آسیایی ام‌نت           | ۲۰۲۰ | بهترین اجرای وکال – سولو                    | «Blueming»                                                     | برنده    | [ ۱۱۰ ]         |
| جوایز موسیقی آسیایی ام‌نت           | ۲۰۲۰ | آهنگ سال                                    | «Blueming»                                                     | نامزدشده | [ ۱۱۰ ]         |
| جوایز موسیقی آسیایی ام‌نت           | ۲۰۲۰ | آهنگ سال                                    | «Eight» (به همراه شوگا)                                        | نامزدشده | [ ۱۱۰ ]         |
| جوایز موسیقی آسیایی ام‌نت           | ۲۰۲۰ | بهترین همکاری                               | «Eight» (به همراه شوگا)                                        | برنده    | [ ۱۱۰ ]         |
| جوایز موسیقی آسیایی ام‌نت           | ۲۰۲۰ | بهترین همکاری                               | «First Winter» (به همراه سونگ شی-کیونگ)                        | نامزدشده | [ ۱۱۰ ]         |
| جوایز موسیقی آسیایی ام‌نت           | ۲۰۲۰ | آهنگ سال                                    | «First Winter» (به همراه سونگ شی-کیونگ)                        | نامزدشده | [ ۱۱۰ ]         |
| جوایز موسیقی آسیایی ام‌نت           | ۲۰۲۱ | بهترین آرتیست زن سال                        | آی‌یو                                                           | برنده    | [ ۱۱۱ ]         |
| جوایز موسیقی آسیایی ام‌نت           | ۲۰۲۱ | آرتیست سال                                  | آی‌یو                                                           | نامزدشده | [ ۱۱۲ ]         |
| جوایز موسیقی آسیایی ام‌نت           | ۲۰۲۱ | Worldwide Fans' Choice Top 10               | آی‌یو                                                           | نامزدشده | [ ۱۱۲ ]         |
| جوایز موسیقی آسیایی ام‌نت           | ۲۰۲۱ | آهنگ سال                                    | «Celebrity»                                                    | نامزدشده | [ ۱۱۲ ]         |
| جوایز موسیقی آسیایی ام‌نت           | ۲۰۲۱ | بهترین اجرای وکال – سولو                    | «Celebrity»                                                    | برنده    | [ ۱۱۱ ]         |
| جوایز موسیقی آسیایی ام‌نت           | ۲۰۲۱ | بهترین همکاری                               | «Nakka» (به همراه آکمو)                                        | برنده    | [ ۱۱۱ ]         |
| جوایز هزاره ام‌تی‌وی                 | ۲۰۲۱ | حاکمیت کی-پاپ                               | آی‌یو                                                           | نامزدشده | [ ۱۱۳ ]         |
| جوایز برگزیده کودکان نیکلودین کره  | ۲۰۱۱ | خواننده زن مورد علاقه                       | آی‌یو                                                           | برنده    |                 |
| جوایز برگزیده کودکان نیکلودین کره  | ۲۰۱۲ | خواننده زن مورد علاقه                       | آی‌یو                                                           | برنده    | [ ۱۱۴ ]         |
| جوایز کی-پاپ فیلیپین               | ۲۰۱۷ | بهترین آرتیست سولوی زن یال                  | آی‌یو                                                           | برنده    | [ ۱۱۵ ]         |
| Prêmio Anual K4US                  | ۲۰۲۱ | بهترین آرتیست سال - زن                      | آی‌یو                                                           | برنده    | [ ۱۱۶ ]         |
| Prêmio Anual K4US                  | ۲۰۲۱ | آهنگ سال                                    | «Celebrity»                                                    | نامزدشده | [ ۱۱۷ ]         |
| جوایز هنر و سرگرمی جمهوری کره      | ۲۰۱۰ | جایزه خواننده نسل جدید                      | آی‌یو                                                           | برنده    | [ ۱۱۸ ]         |
| جوایز درامای اس‌بی‌اس                | ۲۰۱۶ | جایزه بهترین زوج                            | آی‌یو به همراه لی جون گی عاشقان ماه                             | برنده    | [ ۱۱۹ ]         |
| جوایز درامای اس‌بی‌اس                | ۲۰۱۶ | Idol Academy Award, Heart-wrenching Award   |                                                                | برنده    | [ ۱۱۹ ]         |
| جوایز درامای اس‌بی‌اس                | ۲۰۱۶ | جایزه ستاره هالیو                           | عاشقان ماه                                                     | نامزدشده | [ ۱۲۰ ]         |
| جوایز سرگرمی کی‌بی‌اس                | ۲۰۱۰ | جایزه ستاره تازه‌کار ورایتی                  | Heroes                                                         | برنده    | [ ۱۲۱ ]         |
| جوایز سرگرمی کی‌بی‌اس                | ۲۰۱۰ | جایزه بهترین کار تیمی                       | Heroes                                                         | برنده    | [ ۱۲۲ ]         |
| SBS MTV Best of the Best           | ۲۰۱۳ | آلبوم سال                                   | Modern Times                                                   | نامزدشده | [ ۱۲۳ ]         |
| SBS MTV Best of the Best           | ۲۰۱۳ | آرتیست سال                                  | آی‌یو                                                           | نامزدشده | [ ۱۲۳ ]         |
| SBS MTV Best of the Best           | ۲۰۱۳ | بهترین آرتیست سولو (زن)                     | آی‌یو                                                           | برنده    | [ ۱۲۳ ]         |
| SBS MTV Best of the Best           | ۲۰۱۴ | آرتیست سال                                  | آی‌یو                                                           | نامزدشده | [ ۱۲۴ ]         |
| SBS MTV Best of the Best           | ۲۰۱۴ | بهترین آرتیست سولو (زن)                     | آی‌یو                                                           | برنده    | [ ۱۲۴ ]         |
| جوایز بین‌المللی درامای سئول        | ۲۰۱۴ | بازیگر کره‌ای زن برجسته                      | آی‌یو                                                           | نامزدشده |                 |
| فستیوال فیلم بین‌المللی جوانان سئول | ۲۰۱۴ | بهترین بازیگر جوان زن                       | آی‌یو                                                           | نامزدشده |                 |
| جوایز موسیقی سئول                  | ۲۰۱۱ | ضبط سال در انتشار دیجیتال                   | «Good Day»                                                     | برنده    | [ ۱۲۵ ]         |
| جوایز موسیقی سئول                  | ۲۰۱۱ | جایزه دسانگ                                 | آی‌یو                                                           | نامزدشده | [ ۱۲۵ ]         |
| جوایز موسیقی سئول                  | ۲۰۱۱ | جایزه بون‌سانگ                               | آی‌یو                                                           | برنده    | [ ۱۲۵ ]         |
| جوایز موسیقی سئول                  | ۲۰۱۱ | جایزه محبوبیت                               | آی‌یو                                                           | نامزدشده | [ ۱۲۵ ]         |
| جوایز موسیقی سئول                  | ۲۰۱۲ | ضبط سال (آلبوم)                             | Last Fantasy                                                   | برنده    | [ ۱۲۶ ]         |
| جوایز موسیقی سئول                  | ۲۰۱۲ | جایزه بون‌سانگ                               |                                                                | برنده    | [ ۱۲۶ ]         |
| جوایز موسیقی سئول                  | ۲۰۱۲ | جایزه دسانگ                                 | آی‌یو                                                           | نامزدشده | [ ۱۲۷ ]         |
| جوایز موسیقی سئول                  | ۲۰۱۲ | جایزه محبوبیت                               | آی‌یو                                                           | نامزدشده | [ ۱۲۷ ]         |
| جوایز موسیقی سئول                  | ۲۰۱۳ | جایزه بون‌سانگ                               | آی‌یو                                                           | نامزدشده |                 |
| جوایز موسیقی سئول                  | ۲۰۱۳ | جایزه محبوبیت                               | آی‌یو                                                           | نامزدشده |                 |
| جوایز موسیقی سئول                  | ۲۰۱۶ | جایزه بون‌سانگ                               | آی‌یو                                                           | نامزدشده | [ ۱۲۸ ]         |
| جوایز موسیقی سئول                  | ۲۰۱۶ | جایزه محبوبیت                               | آی‌یو                                                           | نامزدشده | [ ۱۲۸ ]         |
| جوایز موسیقی سئول                  | ۲۰۱۶ | جایزه ویژه هالیو                            | آی‌یو                                                           | نامزدشده | [ ۱۲۸ ]         |
| جوایز موسیقی سئول                  | ۲۰۱۸ | ضبط سال (آلبوم)                             | Palette                                                        | برنده    | [ ۱۲۹ ]         |
| جوایز موسیقی سئول                  | ۲۰۱۸ | جایزه بون‌سانگ                               | آی‌یو                                                           | نامزدشده | [ ۱۳۰ ] [ ۱۳۱ ] |
| جوایز موسیقی سئول                  | ۲۰۱۸ | جایزه محبوبیت                               | آی‌یو                                                           | نامزدشده | [ ۱۳۰ ] [ ۱۳۱ ] |
| جوایز موسیقی سئول                  | ۲۰۱۸ | جایزه ویژه هالیو                            | آی‌یو                                                           | نامزدشده | [ ۱۳۰ ] [ ۱۳۱ ] |
| جوایز موسیقی سئول                  | ۲۰۱۹ | جایزه بون‌سانگ                               | آی‌یو                                                           | نامزدشده | [ ۱۳۲ ]         |
| جوایز موسیقی سئول                  | ۲۰۱۹ | جایزه محبوبیت                               | آی‌یو                                                           | نامزدشده | [ ۱۳۲ ]         |
| جوایز موسیقی سئول                  | ۲۰۱۹ | جایزه ویژه هالیو                            | آی‌یو                                                           | نامزدشده | [ ۱۳۲ ]         |
| جوایز موسیقی سئول                  | ۲۰۲۱ | جایزه بون‌سانگ                               | آی‌یو                                                           | نامزدشده | [ ۱۳۳ ]         |
| جوایز موسیقی سئول                  | ۲۰۲۱ | جایزه ویژه هالیو                            | آی‌یو                                                           | نامزدشده | [ ۱۳۳ ]         |
| جوایز موسیقی سئول                  | ۲۰۲۱ | جایزه محبوبیت                               | آی‌یو                                                           | نامزدشده | [ ۱۳۳ ]         |
| جوایز موسیقی سئول                  | ۲۰۲۱ | جایزه محبوب‌ترین آرتیست کی-پاپ کیوکیو میوزیک | آی‌یو                                                           | نامزدشده | [ ۱۳۳ ]         |
| جوایز موسیقی سئول                  | ۲۰۲۲ | بهترین ترانه                                | «Lilac»                                                        | برنده    | [ ۱۳۴ ]         |
| جوایز موسیقی سئول                  | ۲۰۲۲ | جایزه بون‌سانگ                               | آی‌یو                                                           | برنده    | [ ۱۳۴ ]         |
| جوایز موسیقی سئول                  | ۲۰۲۲ | جایزه محبوبیت کی-ویو                        | آی‌یو                                                           | نامزدشده | [ ۱۳۵ ]         |
| جوایز موسیقی سئول                  | ۲۰۲۲ | جایزه محبوبیت                               | آی‌یو                                                           | نامزدشده | [ ۱۳۵ ]         |
| جوایز موسیقی سئول                  | ۲۰۲۲ | جایزه بهترین آرتیست یو+پلاس آیدل            | آی‌یو                                                           | نامزدشده | [ ۱۳۶ ]         |
| جوایز سرگرمی سنگاپور               | ۲۰۱۴ | محبوب‌ترین خواننده کره‌ای                     | آی‌یو                                                           | نامزدشده |                 |
| جوایز سونا                         | ۲۰۱۳ | بهترین آرتیست (زن)                          | آی‌یو                                                           | برنده    |                 |
| جوایز سومپی                        | ۲۰۱۰ | بهترین همکاری یا اجرای دونفره مرد-زن        | «Nagging» (آی‌یو با همکاری ایم سولونگ)                          | برنده    | [ ۱۳۷ ]         |
| جوایز سومپی                        | ۲۰۱۰ | خواننده برتر زن                             | آی‌یو                                                           | برنده    |                 |
| جوایز سومپی                        | ۲۰۱۱ | خواننده برتر زن                             | آی‌یو                                                           | برنده    | [ ۱۳۸ ]         |
| جوایز سومپی                        | ۲۰۱۲ | خواننده برتر زن                             | آی‌یو                                                           | برنده    | [ ۱۳۹ ]         |
| جوایز سومپی                        | ۲۰۱۳ | بهترین آرتیست زن سولو                       | آی‌یو                                                           | نامزدشده | [ ۱۴۰ ]         |
| جوایز سومپی                        | ۲۰۱۴ | بهترین آرتیست زن سولو                       | آی‌یو                                                           | نامزدشده | [ ۱۴۱ ]         |
| جوایز سومپی                        | ۲۰۱۵ | بهترین آرتیست زن سولو                       | آی‌یو                                                           | برنده    | [ ۱۴۲ ]         |
| جوایز سومپی                        | ۲۰۱۷ | بهترین آرتیست زن سولو                       | آی‌یو                                                           | نامزدشده | [ ۱۴۳ ]         |
| جوایز سومپی                        | ۲۰۱۸ | بهترین آرتیست زن سولو                       | آی‌یو                                                           | برنده    | [ ۱۴۴ ]         |
| جوایز سومپی                        | ۲۰۱۹ | بهترین آرتیست زن سولو                       | آی‌یو                                                           | برنده    | [ ۱۴۵ ]         |
| جوایز بهترین کی-میوزیک سوریبادا    | ۲۰۱۸ | جایزه بون‌سانگ                               | آی‌یو                                                           | نامزدشده | [ ۱۴۶ ]         |
| جوایز استایل آیکن                  | ۲۰۱۱ | ۱۰ استایل آیکن برتر                         | آی‌یو                                                           | برنده    | [ ۱۴۷ ]         |
| جوایز استایل آیکن                  | ۲۰۱۴ | ۱۰ استایل آیکن برتر                         | آی‌یو                                                           | نامزدشده |                 |
| جوایز تی‌وی‌سی‌اف                     | ۲۰۱۱ | مدل سال                                     | آی‌یو                                                           | برنده    | [ ۱۴۸ ]         |
| جوایز موسیقی ملل                   | ۲۰۱۴ | بهترین آرتیست جهانی زن                      | آی‌یو                                                           | نامزدشده | [ ۱۴۹ ]         |
| جوایز موسیقی ملل                   | ۲۰۱۴ | بهترین اجرای زنده جهان                      | آی‌یو                                                           | نامزدشده | [ ۱۴۹ ]         |
| جوایز موسیقی ملل                   | ۲۰۱۴ | بهترین انترتینر جهانی سال                   | آی‌یو                                                           | نامزدشده | [ ۱۴۹ ]         |